# فهرست فینال‌های جام ملت‌های اروپا
 جام ملت‌های اروپا  مسابقات فوتبالی است که از سال ۱۹۶۰ میلادی تاکنون هر چهار سال یک بار برگزار می‌شود. این مسابقات با حضور تیم‌های ملی مردان کشورهای عضو یوفا با حضور ۱۶ تیم در مرحله انجام می‌شود.
تیم ملی فوتبال اسپانیا با ۴ قهرمانی پرافتخارترین تیم‌ شرکت‌کننده در جام ملت‌های اروپا محسوب می‌شود.

## فهرست فینال‌ها
| dagger        | برنده در وقت اضافه    |
| double-dagger | برنده در ضربات پنالتی |
| &             | برنده در بازی تکراری  |
| §             | برنده با گل طلایی     |

| سال  | قهرمان             | نتیجه فینال | نایب قهرمان        | ورزشگاه                  | مکان              | منابع         |
| ---- | ------------------ | ----------- | ------------------ | ------------------------ | ----------------- | ------------- |
| ۱۹۶۰ | اتحاد جماهیر شوروی | ۲–1 ·       | یوگسلاوی           | ورزشگاه پارک دو پرنس     | پاریس، فرانسه     | [ ۲ ] [ ۳ ]   |
| ۱۹۶۴ | اسپانیا            | ۲–۱         | اتحاد جماهیر شوروی | ورزشگاه سانتیاگو برنابئو | مادرید، اسپانیا   | [ ۴ ] [ ۵ ]   |
| ۱۹۶۸ | ایتالیا            | ۲–0&        | یوگسلاوی           | ورزشگاه المپیک رم        | رم، ایتالیا       | [ ۷ ] [ ۸ ]   |
| ۱۹۷۲ | آلمان غربی         | ۳–۰         | اتحاد جماهیر شوروی | ورزشگاه کینگ بودوئن      | بروکسل، بلژیک     | [ ۹ ] [ ۱۰ ]  |
| ۱۹۷۶ | چکسلواکی           | ۲–2 ·       | آلمان غربی         | ورزشگاه ستاره سرخ        | بلگراد، یوگسلاوی  | [ ۱۲ ] [ ۱۳ ] |
| ۱۹۸۰ | آلمان غربی         | ۲–۱         | بلژیک              | ورزشگاه المپیک رم        | رم، ایتالیا       | [ ۱۴ ] [ ۱۵ ] |
| ۱۹۸۴ | فرانسه             | ۲–۰         | اسپانیا            | ورزشگاه پارک دو پرنس     | پاریس، فرانسه     | [ ۱۶ ] [ ۱۷ ] |
| ۱۹۸۸ | هلند               | ۲–۰         | اتحاد جماهیر شوروی | ورزشگاه المپیک برلین     | مونیخ، آلمان غربی | [ ۱۸ ] [ ۱۹ ] |
| ۱۹۹۲ | دانمارک            | ۲–۰         | آلمان              | ورزشگاه اولوی            | گوتنبورگ، سوئد    | [ ۲۰ ] [ ۲۱ ] |
| ۱۹۹۶ | آلمان              | ۲–1§        | چک                 | ورزشگاه ومبلی            | لندن، انگلستان    | [ ۲۳ ] [ ۲۴ ] |
| ۲۰۰۰ | فرانسه             | ۲–1§        | ایتالیا            | ورزشگاه دکویپ            | روتردام، هلند     | [ ۲۶ ] [ ۲۷ ] |
| ۲۰۰۴ | یونان              | ۱–۰         | پرتغال             | ورزشگاه استادیو دا لوز   | لیسبون، پرتغال    | [ ۲۸ ] [ ۲۹ ] |
| ۲۰۰۸ | اسپانیا            | ۱–۰         | آلمان              | ورزشگاه ارنست هاپل       | وین، اتریش        | [ ۳۰ ] [ ۳۱ ] |
| ۲۰۱۲ | اسپانیا            | ۴–۰         | ایتالیا            | ورزشگاه ملی المپیسکی     | کی‌یف، اوکراین     | [ ۳۲ ] [ ۳۳ ] |
| ۲۰۱۶ | پرتغال             | ۱–۰         | فرانسه             | ورزشگاه استاد دو فرانس   | سن دنی، فرانسه    | [ ۳۴ ]        |
| ۲۰۲۰ | ایتالیا            | ۱–۱         | انگلستان           | ورزشگاه ومبلی            | لندن، انگلستان    | [ ۳۵ ] [ ۳۶ ] |
| ۲۰۲۴ | اسپانیا            | ۲–۱         | انگلستان           | ورزشگاه المپیک برلین     | برلین, آلمان      | [ ۳۷ ]        |

1. ↑  Score was 1–1 after 90 minutes.[۱]
2. ↑  The first final, played two days earlier, ended 1–1.[۶]
3. ↑  Score was 2–2 after 90 minutes. Czechoslovakia won the penalty shoot-out 5–3.[۱۱]
4. ↑  Score was 1–1 after 90 minutes. Germany scored the golden goal five minutes into extra time.[۲۲]
5. ↑  Score was 1–1 after 90 minutes. France scored the golden goal in the 13th minute of extra time.[۲۵]
6. ↑  Score was 0–0 after 90 minutes.

## نتایج بر پایه کشور

Map of winning countries

| تیم ملی            | حضور در فینال | قهرمانی | نایب قهرمانی | سال‌های قهرمانی         | سال‌های نایب قهرمانی |
| ------------------ | ------------- | ------- | ------------ | ---------------------- | ------------------- |
| اسپانیا            | ۵             | ۴       | ۱            | ۱۹۶۴، ۲۰۰۸، ۲۰۱۲، ۲۰۲۴ | ۱۹۸۴                |
| آلمان              | ۶             | ۳       | ۳            | ۱۹۷۲، ۱۹۸۰، ۱۹۹۶       | ۱۹۷۶، ۱۹۹۲، ۲۰۰۸    |
| ایتالیا            | ۴             | ۲       | ۲            | ۱۹۶۸ ۲۰۲۰              | ۲۰۰۰، ۲۰۱۲          |
| فرانسه             | ۳             | ۲       | ۱            | ۱۹۸۴، ۲۰۰۰             | ۲۰۱۶                |
| اتحاد جماهیر شوروی | ۴             | ۱       | ۳            | ۱۹۶۰                   | ۱۹۶۴، ۱۹۷۲، ۱۹۸۸    |
| چک                 | ۲             | ۱       | ۱            | ۱۹۷۶                   | ۱۹۹۶                |
| پرتغال             | ۲             | ۱       | ۱            | ۲۰۱۶                   | ۲۰۰۴                |
| هلند               | ۱             | ۱       | ۰            | ۱۹۸۸                   | –                   |
| دانمارک            | ۱             | ۱       | ۰            | ۱۹۹۲                   | –                   |
| یونان              | ۱             | ۱       | ۰            | ۲۰۰۴                   | –                   |
| یوگسلاوی           | ۲             | ۰       | ۲            | –                      | ۱۹۶۰، ۱۹۶۸          |
| انگلستان           | ۲             | ۰       | ۲            | –                      | ۲۰۲۰، ۲۰۲۴          |
| بلژیک              | ۱             | ۰       | ۱            | –                      | ۱۹۸۰                |

1. ↑  حضور در سه فینال با نام آلمان غربی
2. ↑  حضور در یک فینال با نام چکسلواکی